# Nan Kempner
Nan Kempner (San Francisco, 24 de julio de 1930 - Nueva York, 3 de julio de 2005) fue una socialite de Nueva York, famosa por asistir a eventos de sociedad, tiendas, obras de caridad y eventos relacionados con el mundo de la moda.

## Biografía
Nació como Nan Field Schlesinger en San Francisco, siendo la única hija de una familia adinerada. Su padre, Albert "Speed" Schlesinger, era dueño de la mayor empresa de concesionarios de coches de California.
Asistió a la Universidad de Connecticut y conoció a Thomas Lenox Kempner, un banquero. A principios de la década de 1950 se casaron y tuvieron tres hijos. Después de vivir en Londres durante un corto periodo de tiempo, los Kempners se mudaron a Nueva York, donde Nan tomó la iniciativa de convertirse en líder de actos sociales.
Durante un periodo de tiempo ayudó a recaudar 75.000.000 millones de dólares para el Memorial Sloan Kettering Cancer Center. También acumuló la mayor colección privada de ropa de alta costura con diseñadores clásicos como Mainbocher, Yves Saint Laurent y Bill Blass.
Varias veces, Kempner colaboró como editora de la revista Vogue, como editora de Harper's Bazaar, como consultante de diseño de Tiffany & Co. y como representante internacional de la casa de subastas Christie's. En 1973, fue pintada por Andy Warhol.
En la serie de novelas Tales of the City de Armistead Maupin, dos socialites discuten la creación de un museo de cera, haciendo hincapié en que las generaciones futuras no podrían saber cual era el aspecto real de Nan Kempner.

## Elogios
Diana Vreeland, antigua editora de Vogue, dijo en una ocasión:No hay mujeres chic en Estados Unidos. La  única excepción es Nan Kempner.

## Muerte
Nan Kempner murió el 3 de julio de 2005 a causa de un enfisema. Dos meses después su familia celebró un servicio fúnebre en su honor en la casa de subastas Christie's. 500 de sus amigos asistieron a ese servicio fúnebre.
En diciembre de 2006 el Museo Metropolitano de Arte inauguró una exposición con una extensa colección de ropa de alta costura de Kempner.

## Frases notables
- No me perdería la apertura de una puerta.
- Alguna gente dice que la cámara me ama, en realidad, yo amo a la cámara.
- ¡El único plástico que quiero es cirugía plástica!
- Quiero ser enterrada desnuda, sé que hay una tienda en el lugar al que yo vaya.
- Me pasó más de lo que debería... y mucho menos de lo que yo quiero.